# Ş
O Ş (minúscula: ş) é uma letra (S latino, adicionado de cedilha) dos idiomas turco e azeri que equivale à letra X e ao dígrafo |ch| do português
No idioma romeno, a utilização do Ş foi uma simplificação que se generalizou em textos romenos em suporte digital devido ao facto de o Ș (S com uma vírgula (virguliţă)) não aparecer nas primeiras versões do Unicode. Apesar de o Ș ter sido introduzido a partir do Unicode 3.0, a maioria dos textos em romeno ainda não o utiliza, apesar de o uso ser recomendado.

Alfabeto romeno: diferença entre as formas correctas (com vírgula, em cima) e aproximadas (com cedilha, em baixo).